# Bande des 4 mm
La bande des 76 GHz  désignée aussi par sa longueur d'onde : 4 millimètres, est une bande du service radioamateur destinée à établir des radiocommunications de loisir. Cette bande est utilisable en permanence pour le trafic radio local.

## La bande des 4 millimètres dans le monde
- la bande des 4 millimètres s'étend de 76 à 81.5 GHz [1].

## La manœuvre d’une stationradioamateur
Pour manœuvrer une station radioamateur dans cette bande, il est nécessaire de posséder un Certificat d'opérateur du service amateur de classe HAREC .

## Répartition de la bande 76 à 81.5 GHz enFrance
| Fréquences en GHz | Utilisations radioamateur et autres services et modes |
| ----------------- | ----------------------------------------------------- |
| 76.000 à 77.500   | Radioamateurs tous modes                              |
| 77.5002           | Fréquence d’appel avec équipements à bande étroite    |
| 77.5004 à 81.000  | Radioamateurs tous modes                              |

## Les antennes
Les antennes les plus utilisées sur cette bande :
- Antenne parabolique de petite taille
- Antenne cornet

## La propagation locale

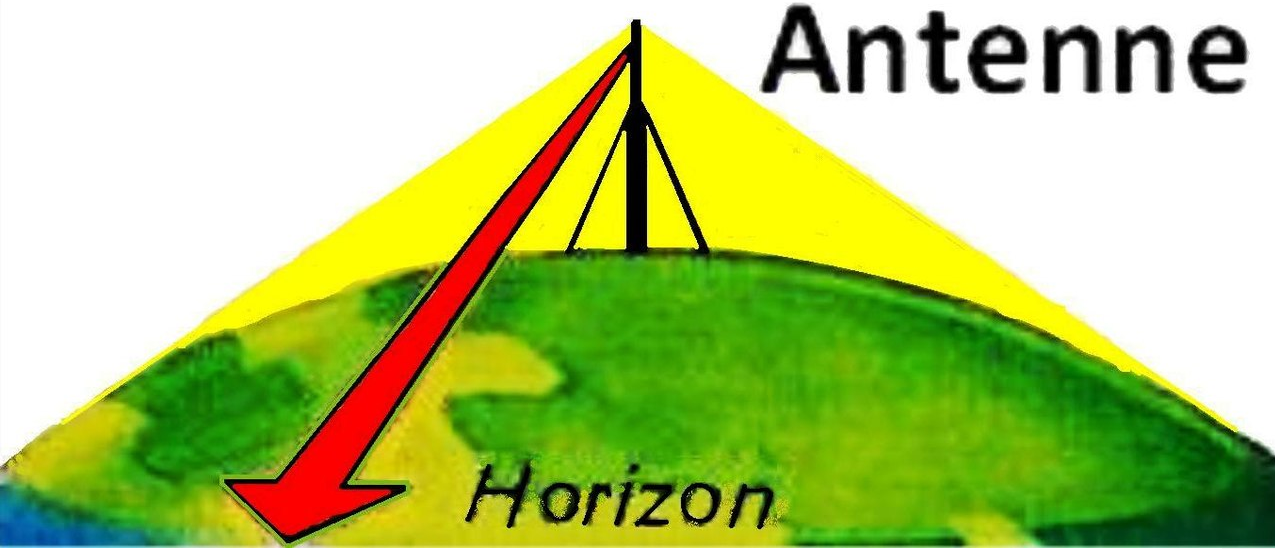
Propagation locale sur la bande EHF

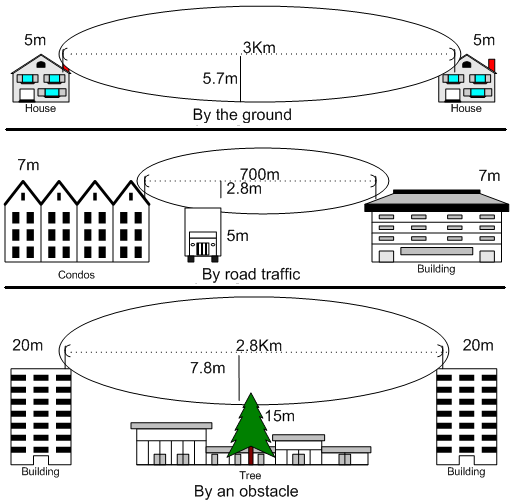
Propagation locale sur la bande EHF

La propagation est dans une zone de réception directe (quelques kilomètres) en partant de l’émetteur. 
- La propagation est comparable à celle d’un rayon lumineux.
- Les obstacles sur le sol prennent une grande importance.

## La propagation au-delà de l’horizon
Cependant on observe des réceptions sporadiques à grande distance :
- Très bonnes réflexions sur les aéronefs vers toutes les stations EHF en vue directe de cet aéronef.
- Très bonnes réflexions sur des bâtiments vers toutes les stations EHF en vue directe de ces bâtiments : (Tour Eiffel, Tour Montparnasse etc.)
- Diffusion sur les nuages de pluie (rain scatter)
- Diffusion et réfraction atmosphérique en fonction de certaines conditions.